# Apollodotos II
Apollodotos II (tiếng Hy Lạp: Ἀπολλόδοτος Β΄), là một vị vua Ấn-Hy Lạp, ông đã cai trị ở các vùng đất phía tây và phía đông Punjab. Bopearachchi xác định niên đại của ông vào khoảng năm 80-65 trước Công nguyên, và RC Senior cho là từ khoảng năm 85-65 trước Công nguyên. Apollodotos II là một vị vua vĩ đại, dưới triều đại của ông, vương quốc Ấn-Hy Lạp đã phần nào khôi phục lại sức mạnh của nó. Taxila ở Tây Punjab đã được ông chiếm lại từ tay của người Scythia du mục, và theo Bopearachchi, lãnh thổ phía đông đã được ông giành lại từ tay những vương quốc Ấn Độ.

## Triều đại
Apollodotos II dường như đã là một thành viên của triều đại Menander I, bởi vì ông đã sử dụng hình tượng điển hình của vị thần Athena Alkidemos trên hầu hết các đồng bạc của mình, và cũng sử dụng tên hiệu Soter của Menandros (tiếng Hy Lạp: ΣΩΤΗΡ "Vị cứu tinh"), trên tất cả các đồng tiền của ông. Trên một số đồng tiền, ông cũng tự gọi mình Philopator (tiếng Hy Lạp: ΦΙΛΟΠΑΤΩΡ "Tình thương của người cha"), chứng tỏ rằng người cha của ông đã từng trị vì trước đó. RC Senior dự đoán rằng Amyntas hoặc Epander có thể là cha của ông.
Apollodotos có thể đã bắt đầu cai trị từ Punjab, trong khi vua Scythia Maues cai trị ở Gandhara với kinh đô đặt tại Taxila. Có thể Apollodotos II đã chiếm lấy Taxila sau khi Maues qua đời, mặc dù không chắc chắn rằng ông đã đánh bại Maues hoặc con cháu của ông ta, hoặc là đồng minh hoặc liên quan đến triều đại của Maues. Vương quốc Ấn-Hy Lạp vào thời kỳ cuối có thể đã có sự pha trộn giữa người Ấn Độ và người Scythia. RC Senior cho rằng Apollodotus đã thành lập một liên minh với một vị vua Scythia, Azes I.
Sự thống trị của người Scythia ở Gandhara đã bị suy yếu sau khi Maues qua đời, và các tiểu vương có nguồn gốc hỗn hợp hoặc không chắc chắn, như Artemidorus con trai của Maues, Telephus và có lẽ cả Menander II đã nổi lên ở khu vực này. Những vị vua này không phải là mối đe dọa cho Apollodotos II, bởi vì trên một số tiền xu của ông, ông đã sử dụng mang tước hiệu Basileus megas (tiếng Hy Lạp: ΒΑΣΙΛΕΥΣ ΜΕΓΑΣ "Đại Đế").
Sau khi Apollodotos II qua đời, vương quốc Ấn-Hy Lạp lại bị chia cắt một lần nữa.

## Tiền xu của Appollodotos II
Apollodotos II đã ban hành một số lượng lớn tiền xu. Ông đúc những đồng xu bạc với chân dung đeo vương miện trên Mặt chính và trên mặt sau là một chân dung của Athena Alkidemos, ông cũng có một đồng xu độc đáo với hình ảnh đảo ngược của một vị vua, có thể là Alexander Đại đế, ngồi trên một con ngựa có sừng tương tự như Bucephalus của Alexandros.
Ông đã cho đúc những chiếc huy chương bằng đồng với chân dung thần Apollo, vốn đã được vị vua có cùng tên với ông là Apollodotos I sử dụng trước đó.
Các đồng tiền của Apollodotos II có các phẩm chất khác nhau. Một số vẫn còn có những bức chân dung hiện thực đặc trưng của đồng tiền Ấn-Hy Lạp trước đó và Bopearachchi cho rằng chúng thuộc về khu vực phía tây vương quốc của ông. Những đồng xu khác được đúc rất kém và có những bức chân dung trông vụng về và méo mó, và chúng được Bopearachchi cho rằng là thuộc về những xưởng đúc mới được mở ra ở miền đông Punjab, có lẽ chúng được đúc bởi những người thợ Ấn Độ không biết nhiều về cách khắc chữ như người Hy Lạp.
| Tiền vị: Vua Ấn-Scythia: Maues | Vua Ấn-Hy Lạp (Punjab) (80 - 65 TCN) | Kế vị bởi: ở miền Tây Punjab: Hippostratos ở miền đông Punjab: Dionysios |